# Mirza-Useynly
Mirza-Useynly är en ort i Azerbajdzjan.   Den ligger i distriktet Göyçay, i den centrala delen av landet, 190 km väster om huvudstaden Baku. Mirza-Useynly ligger 87 meter över havet och antalet invånare är 756.
Terrängen runt Mirza-Useynly är kuperad åt nordost, men åt sydväst är den platt. Runt Mirza-Useynly är det ganska tätbefolkat, med 134 invånare per kvadratkilometer.. Närmaste större samhälle är Geoktschai, 7,6 km öster om Mirza-Useynly.
Omgivningarna runt Mirza-Useynly är i huvudsak ett öppet busklandskap.